# Hypogloeum euonymi
Hypogloeum euonymi är en svampart som beskrevs av Petr. 1923. Hypogloeum euonymi ingår i släktet Hypogloeum, divisionen sporsäcksvampar och riket svampar.   Inga underarter finns listade i Catalogue of Life.